# Kolachal
Kolachal (Colachal) é uma cidade e um município no distrito de Kanniyakumari, no estado indiano de Tamil Nadu.

## Geografia
Kolachal está localizada a 8° 06′ N, 77° 08′ L.

## Demografia
Segundo o censo de 2001,  Kolachal  tinha uma população de 23,535 habitantes. Os indivíduos do sexo masculino constituem 51% da população e os do sexo feminino 49%. Kolachal tem uma taxa de literacia de 76%, superior à média nacional de 59.5%: a literacia no sexo masculino é de 78% e no sexo feminino é de 75%. Em Kolachal, 11% da população está abaixo dos 6 anos de idade.